# (74215) 1998 RV68
(74215) 1998 RV68 – planetoida z pasa głównego asteroid okrążająca Słońce w ciągu 4,57 lat w średniej odległości 2,75 j.a. Odkryta 14 września 1998 roku.